# سيباستيان سيلفستر
سيباستيان سيلفستر (بالألمانية: Sebastian Sylvester) مواليد 9 يوليو 1980 في غرايفسفالت، مكلنبورغ فوربومرن، هو ملاكم محترف ألماني سابق صنّف ضمن فئة الوزن المتوسط بدأ مسيرته الاحترافية سنة 2002 حيث خسر في نزاله الأول. حقق بطولة الاتحاد الدولي للملاكمة.

## المسيرة الاحترافية
من نزالاته:
- خسر أمام دانيال جيل (07-05-2011).
- خسر أمام فيليكس ستورم (01-11-2008).
- انتصر على خافيير كاستيليخو بالضربة القاضية (12-04-2008).
- انتصر على أليسيو فورلان بالضربة الفنية القاضية (03-03-2007).

## إحصائيات
خاض خلال مسيرته 40 نزالا، فاز في 34 وتعادل في 1 وخسر في 5. فاز بالضربة القاضية في 16 نزالا.

## روابط خارجية
- سيباستيان سيلفستر على موقع بوكس ريك (الإنجليزية) (registration required)